# Jean-Jacques Dessalines
Pour les articles homonymes, voir Dessalines et Jacques Ier.
Jean-Jacques Dessalines, également connu sous le nom de Jacques Ier, né le 20 septembre 1758, sur l'Habitation Vye Kay (à Grande-Rivière-du-Nord) et mort assassiné le 17 octobre 1806 à Pont-Rouge (au nord de Port-au-Prince), est un esclave affranchi, officier militaire français puis insurgé, et enfin 1er empereur d'Haïti.
Sous la Révolution française, affranchi lors de l'abolition de 1794 obtenue grâce aux révoltes d'esclaves, il est officier de l'armée française et participe aux affrontements contre les Espagnols et les Britanniques.
Lieutenant-général au service de Toussaint Louverture, il se retourne contre les Français lors de l'expédition Leclerc, envoyée à Saint-Domingue par Bonaparte pour y rétablir l'autorité coloniale et l'esclavage. Dessalines mène alors de nombreux combats, dont la bataille de la Crête-à-Pierrot en mars 1802, lors de laquelle il galvanise ses soldats avec sa fameuse déclaration : « Que ceux qui veulent rester esclaves des Français sortent du fort, que ceux, au contraire, qui veulent mourir en hommes libres se rangent autour de moi ».
Dessalines devient meneur de la révolution en juin 1802, à la suite de la capture par trahison de Toussaint Louverture, à laquelle il prend part. Après s’être allié quelques mois avec elles, Dessalines abandonne les forces françaises en octobre 1802 et met en place une résistance farouche au général Leclerc, qui meurt des suites de la fièvre jaune, le général de Rochambeau lui succédant et étant battu par Dessalines à la bataille de Vertières en novembre 1803.
Il proclame l’indépendance d'Haïti le 1er janvier 1804, et s'autoproclame par la suite « gouverneur général à vie ». Craignant une nouvelle expédition militaire française et l’annihilation de la population noire, il ordonne le massacre des derniers colons français, entraînant la mort de 3 000 à 5 000 personnes, y compris femmes et enfants, entre février et avril 1804. Malgré l'épuration ethnique qu'il organise, quelques soldats déserteurs polonais et des colons allemands restent dans l'île, la Constitution promulguée par Dessalines leur octroyant la nationalité haïtienne.
En septembre 1804, il est proclamé empereur d'Haïti par les généraux de l'armée, sous le nom de Jacques Ier. Il établit alors un empire autoritaire, héréditaire et de conviction catholique, avec le français comme langue officielle. Il distribue les meilleures terres des colons français émigrés ou tués à ses officiers, créant ainsi une noblesse haïtienne, tandis que la Constitution du 20 mai 1805 interdit la propriété privée aux personnes blanches sauf à celles naturalisées par le gouvernement. Pour remettre en marche l’économie, il édicte les travaux forcés pour les cultivateurs, avec un règlement plus dur que celui de Louverture.
Contesté par certains officiers de l'armée, Dessalines est assassiné en 1806 à la suite d'une conspiration, laissant ainsi le pouvoir à ses assassins, qui abolissent l'empire et chassent du pays la famille Dessalines.
Considéré comme le « père fondateur d'Haïti », il voit son nom donné en 1903 à l'hymne national haïtien, La Dessalinienne, écrite par Justin Lhérisson.

## Premières années

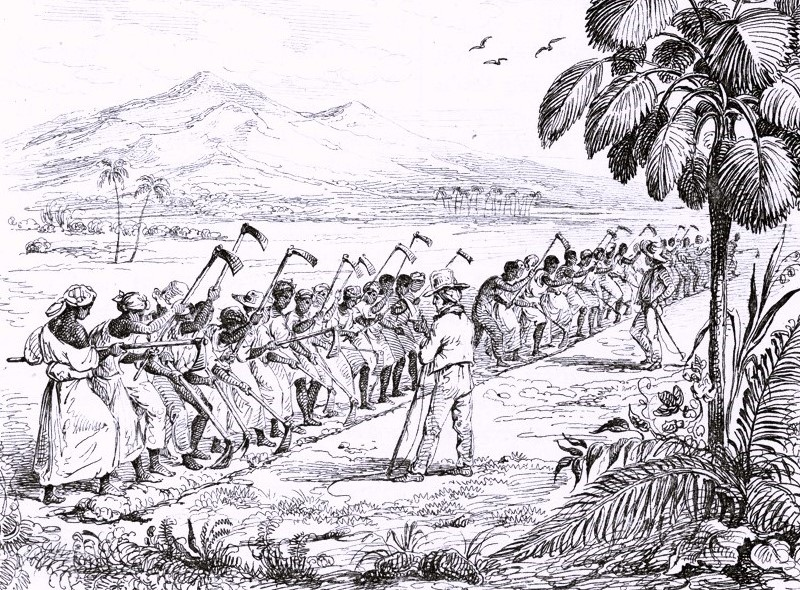
Esclaves au travail dans une habitation.

Créole d'origine africaine (afro-caribéen), il naît esclave le 20 septembre 1758, sur l'habitation d'Henri Duclos, au Cormier (Grande-Rivière-du-Nord), dans la colonie française de Saint-Domingue. Nommé Jean-Jacques, il est élevé sous le regard de sa tante, la future guerrière Victoria Montou, esclave comme lui et astreinte quotidiennement au rude labeur des champs. Cette dernière, femme énergique, lui enseigne comment se battre dans un combat au corps à corps et la façon de lancer un couteau. Surnommée affectueusement Gran Toya, elle guide et conseille Dessalines dans sa jeunesse. Il est fort attaché à cette tante, seul membre vivant de sa famille.
Selon l'historien Jacques de Cauna, un lien particulier a existé entre Dessalines et le futur Toussaint Louverture. En effet, en 1779, Toussaint Bréda loue une habitation produisant du café au Petit-Cormier, appartenant à son gendre Janvier Dessalines, et comportant 13 esclaves, parmi lesquels figure un certain Jean-Jacques, qui n'est autre que son futur successeur et empereur d'Haïti. Cette plantation appartient à sa fille Martine et à son gendre Janvier Dessalines, noir libre et vétéran de la bataille de Savanah, qui donnera son nom à l'esclave Jean-Jacques. Lors de l'établissement du bail, la valeur de ce dernier, alors âgé de 21 ans, est estimée à 1 500 livres (équivalant à 16 900 euros en 2024).
Jean-Jacques Dessalines avait deux frères, Louis et Joseph, qui plus tard prirent le nom de Dessalines. Le premier fut le père du maréchal de camp Raymond Dessalines, et fut titré premier baron Dessalines le 8 avril 1811 par le roi Henri, dont il fut l'aide de camp et le conseiller privé entre 1811 et 1820, mais également membre de la Chambre Royale d'Instruction Publique avant de recevoir le grade de Chevalier de l'Ordre de Saint-Henri. Il fut tué par les révolutionnaires à Cap-Henri le 10 octobre 1820. Le second, Joseph, fut également créé baron en 1816 et fut chambellan du roi Henri II.
Travaillant dans les champs de canne à sucre comme ouvrier, le jeune Duclos se hisse au rang de « commandeur » ou contremaître. Il travaille dans la plantation jusqu'à l'âge de 30 ans. Affranchi, il prend le nom de Dessalines et s'installe dans la Plaine du Nord.

## La Révolution

### La révolte des esclaves

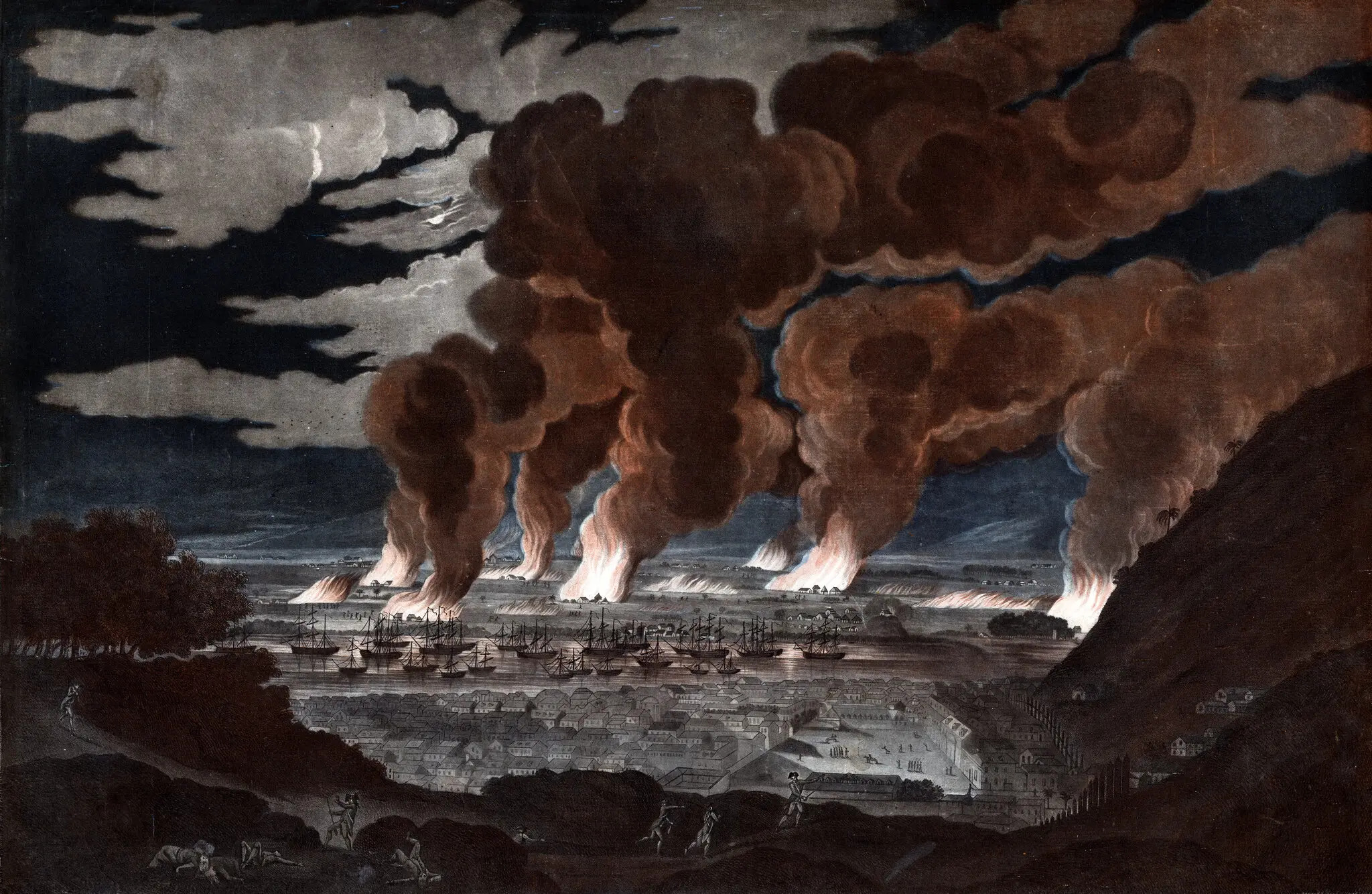
Vue des plantations de Cap-Français, incendiées par les esclaves révoltés en août 1791.

Le 14 août 1791, à Bois-Caïman, dans la plaine du Nord, de nombreux esclaves décident la révolte, sous l'autorité de Boukman Dutty, assisté de Jean-François et Biassou. Ce premier acte de la révolution des esclaves aurait pris la forme d'une cérémonie vaudoue, où en présence de la mambo Cécile Fatiman, un pacte de sang est signé dans le sacrifice d'un cochon noir créole. En quelques jours, toutes les plantations du Nord sont en flammes, et un millier de Blancs massacrés. Malgré la répression où Boukman est tué, des bandes d'esclaves armés résistent dans les campagnes et les montagnes. Dans d'autres parties du pays, des révoltes plus spontanées s'ensuivent. Dès le début de la révolution, les participants au grand soulèvement des esclaves, qui commence en 1791 à Saint-Domingue, proclament leur loyauté au roi et à la religion. La nuit du 22 au 23 août, les esclaves prennent les armes. Les insurgés gagnent du terrain, mais la révolution se prolonge. Les insurgés comptent de valeureux guerriers mais qui n'ont aucune expérience de l'exercice du pouvoir.
Dessalines rejoint la rébellion des esclaves des plaines du nord dirigée par Boukman Dutty puis Biassou. Cette rébellion est la première action de ce qui allait devenir la Révolution haïtienne. Dessalines devient lieutenant dans l'armée de Papillon et suit celui-ci à Santo Domingo, où il s'engage pour servir les forces militaires espagnoles contre la colonie française de Saint-Domingue.
C'est alors que Dessalines rencontre le commandant militaire naissant Toussaint de Bréda (plus tard connu sous le nom de Toussaint Louverture), un homme mûr, également né en esclavage, qui combat avec les forces espagnoles sur Hispaniola. Ces hommes veulent avant tout vaincre l'esclavage. En 1794, après que les Français ont déclaré la fin de l'esclavage (décret du 4 février 1794, 16 pluviôse an II), Louverture change de camp et fait allégeance aux Français. Il se bat pour la République française contre les Espagnols et les Britanniques. Dessalines suit, devenant lieutenant en chef de Toussaint Louverture et s'élevant au grade de brigadier général en 1799, lâchant Biassou, qui était, entre-temps, devenu vice-roi au service de l'Espagne.

### L'insurrection de Louverture

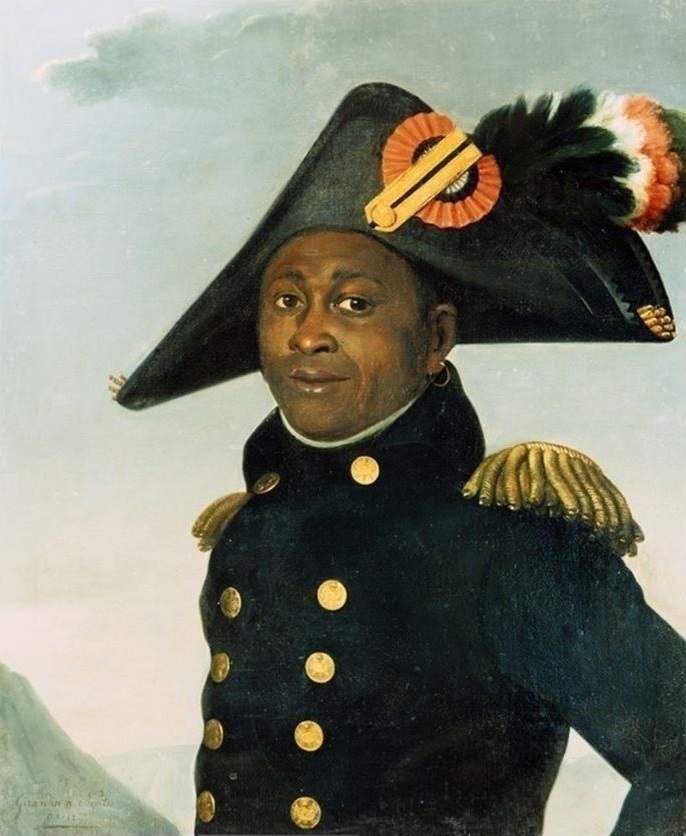
Toussaint Louverture, chef de la Révolution.

À mesure de ses victoires, Toussaint Louverture confirme l'émancipation des esclaves. Grâce aux renforts arrivés de métropole en mai 1796, il reprend la lutte contre les Anglais qui tiennent de nombreux ports. Lassés d'un combat sans espoir, ceux-ci finissent par négocier directement avec lui et abandonnent Saint-Domingue le 31 août 1798. Toussaint a, en effet, éloigné les représentants de l'autorité métropolitaine, y compris Lavaux en octobre 1796, et Sonthonax en août 1797, pourtant revenu comme commissaire civil. Il a habilement fait élire ces derniers députés de Saint-Domingue à Paris. Le dernier commissaire envoyé par le Directoire, le général Hédouville, embarque en octobre 1798, après avoir constaté que l'armée n'obéit qu'à Toussaint. À Paris, en février 1796, était créée une deuxième Société des Amis des Noirs, la Société des Amis des Noirs et des Colonies, chargée de consolider le décret de Pluviôse an II : Garran-Coulon, Lanthenas et l'abbé Grégoire en sont les principaux fondateurs.
Les mulâtres, menés par le général André Rigaud, sont les derniers à discuter son autorité. Ils tiennent le Sud du pays. Avec l'aide de ses lieutenants Christophe et Dessalines, Toussaint les bat en août 1800 après une guerre civile sanglante d'un an. Rigaud embarque pour la France.
Enfin, après avoir envahi en un mois la partie espagnole de Saint-Domingue (que le traité de Bâle avait en principe donné à la France en 1795), en janvier 1801, il établit son autorité sur toute l'île.
Toussaint organise la remise en marche de l'économie en invitant les colons à revenir, y compris ceux qui ont choisi le parti contre-révolutionnaire. Il publie, le 12 octobre 1800, un règlement de culture obligeant les Noirs à reprendre le travail dans les plantations. Ce travail forcé est mal perçu par la population. En novembre 1801, une révolte éclate dans les ateliers du Nord. Il la mate et fait fusiller treize meneurs, dont son neveu adoptif, le général Moyse. Le 3 juillet 1801, il promulgue une constitution autonomiste (Constitution de Saint-Domingue de 1801) qui lui donne les pleins pouvoirs à vie.

## La marche vers l'indépendance

### Représailles françaises

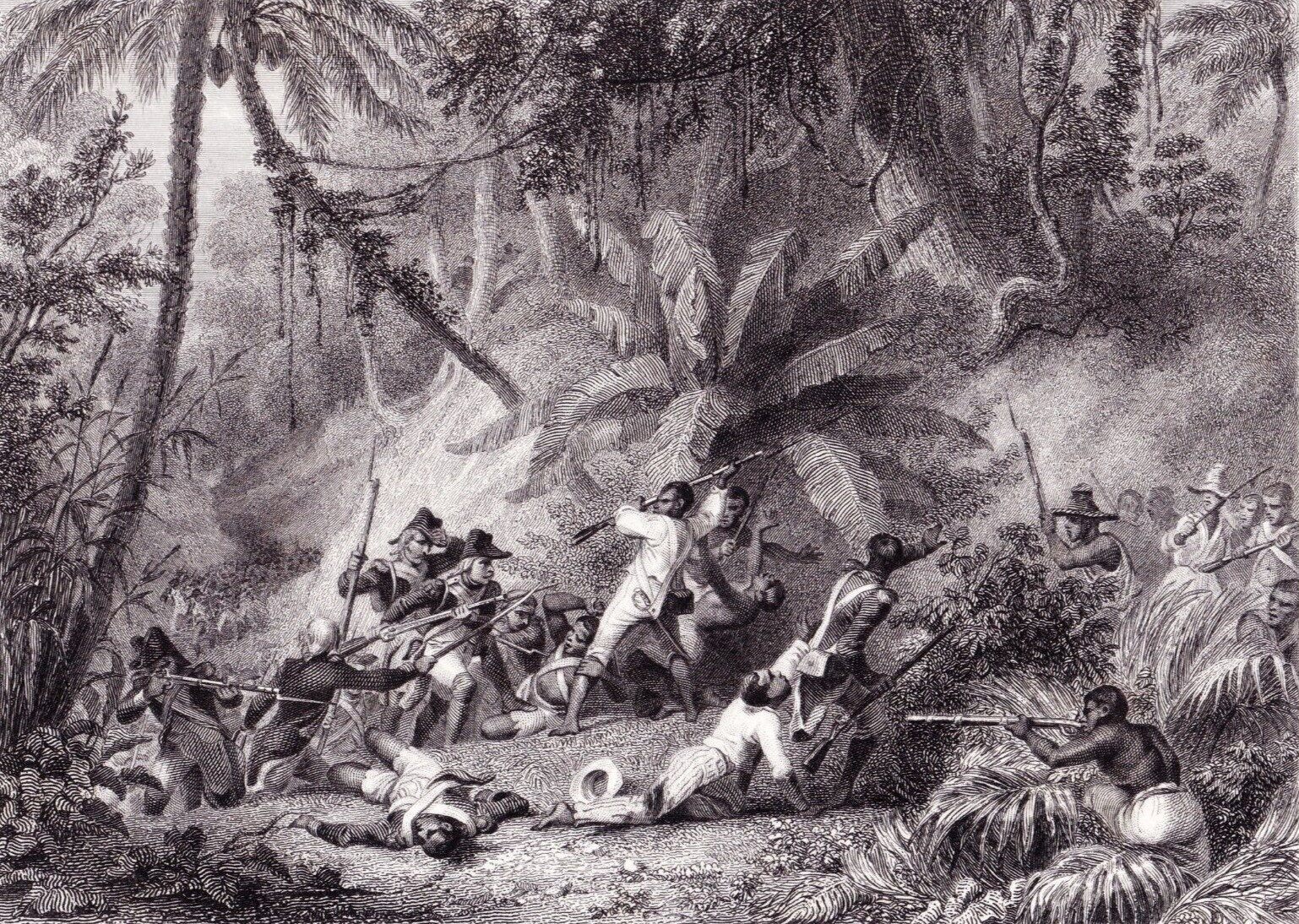
Combats pendant la Révolution.

Durant les troubles qui mènent à l'indépendance de l'île, Dessalines, s'étant insurgé, devient lieutenant de Louverture, devenu gouverneur à vie, et combat à ses côtés lors de la Guerre des couteaux (1799-1800). Dessalines se retire au nord de l'île ; il réussit, avec l'aide du commandant du fort de la Crête-à-Pierrot, Louis Daure Lamartinière, et de la femme de celui-ci, Marie-Jeanne Lamartinière, à repousser momentanément Donatien-Marie-Joseph de Rochambeau dans le sanglant combat de la Crête-à-Pierrot, après le massacre des Blancs de Petite-Rivière de l'Artibonite et de Verrettes (mars 1802). Par la suite, après la mort du colonel Louis Daure Lamartinière en novembre 1802, sa veuve rejoindra Jean-Jacques Dessalines et deviendra, un temps, sa maîtresse. Après octobre 1802, il organise la mutinerie de l'armée saint-domingoise contre l'expédition napoléonienne. Il combat le général André Rigaud puis les forces françaises du général Charles Leclerc, beau-frère de Napoléon Bonaparte.
En effet, sous l’influence des créoles et des négociants, le Premier Consul avait décidé d'envoyer son beau-frère le général Leclerc, avec pour instructions de ménager Toussaint Louverture, de lui offrir le rôle de lieutenant de la France, la confirmation des grades militaires et des biens acquis par ses officiers, la garantie de la liberté des Noirs, mais sous l’autorité positive de la métropole, représentée par le capitaine général. Afin de prouver à Toussaint la bienveillance du gouvernement, on lui renvoie ses deux fils élevés en France par le gouvernement, accompagnés de leur précepteur.
Bonaparte prévoit quand même une probable résistance de la part de Toussaint, et toutes les mesures sont prises pour la vaincre : Louverture ne dispose tout au plus que de 16 000 hommes, Leclerc recevra donc le commandement de 30 000 hommes, provenant d’à peu près toutes les armées françaises, ainsi que de corps disciplinaires.
Toussaint arrête une stratégie de défense de marronnage : lorsque Leclerc arrive au port du Cap en février 1802, il donne un ultimatum de vingt-quatre heures au général Henri Christophe pour lui rendre la ville. Christophe lui répond alors ainsi : « Je ne vous livrerai la ville que lorsqu'elle sera en cendre et sur ces mêmes cendres je combattrai encore ». Les villes sont incendiées et les troupes locales se retirent sur les hauteurs pour pratiquer une guerre d'usure. Les Français investissent le plus souvent des villes en ruines, comme au Cap. Les Noirs résistent, mais reculent devant la puissance de l'armée de Leclerc. À la fin avril, au prix de cinq mille morts et autant de malades ou blessés, les Français tiennent toute la côte.

### Résistance face aux Français
Dans les dix premiers jours, le corps expéditionnaire français occupe les ports, les villes et une grande partie des terres cultivées. Réfugié dans le massif de l'Artibonite, Toussaint Louverture n'a plus que quelques brigades sous les ordres des généraux Maurepas, Christophe et Dessalines. Mais il détient aussi une grande quantité de Blancs qui ont été emmenés en otages. Pour le déloger il faut franchir des gorges rendues impénétrables par la végétation tropicale, où les Noirs tendent embuscades sur embuscades.
Mais les soldats reçoivent les renforts de Ganteaume et Linois qui viennent de débarquer. Leclerc a gardé son joker : les deux enfants de Toussaint qu'il a amenés de France. Tous deux sont porteurs d'une lettre du Premier Consul promettant la seconde autorité de l'île au vieux gouverneur qui ne cède pourtant pas.
Le 17 février, Leclerc lance l'attaque simultanée des divisions qu'il a constituées. Rochambeau à sa gauche part de Fort-Dauphin pour se rendre à Saint-Michel, Hardy marche sur Marmelade et Desfourneaux marche sur Plaisance, pendant que Humbert doit débarquer à Port-de-Paix et remonter la gorge de Trois Rivières et que Boudet doit remonter du sud au nord. Le but est de surprendre l'ennemi, de le forcer à se replier sur Les Gonaïves et de l'encercler. Malgré les difficultés du terrain et la résistance de Maurepas qui finit par se rendre au général Humbert, le plan a dans l'ensemble bien fonctionné. Le 23 février, la division Desfourneaux entre aux Gonaïves qui est en flammes. Le général Boudet occupe Saint-Marc également incendié, et inondé du sang des habitants égorgés par Dessalines qui parvient à s'échapper du piège. Maurepas résiste encore, mais finit par se rendre avec ses 2 000 guerriers.

### Arrestation de Louverture

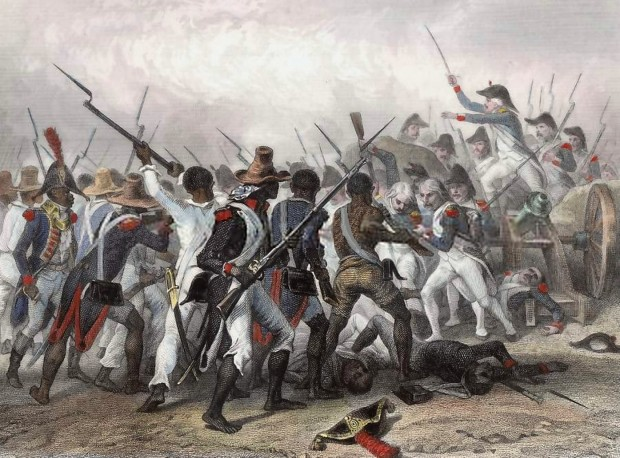
Siège de la Crête à Pierrot, 4 - 24 mars 1802.

Un siège en règle est nécessaire pour prendre le fort de la Crête-à-Pierrot (mars 1802). Les assiégeants sont attaqués à revers par des attaques successives de Dessalines et de Toussaint qui tentent de porter secours aux assiégés. Mais le fort doit finalement se rendre. À l'intérieur on trouve des quantités d'armes et de munitions mais aussi beaucoup de blancs assassinés. Aux Verrettes, l'armée découvre un horrible spectacle. À bout de force, ne parvenant plus à suivre la marche effrénée des révoltés, 800 hommes, femmes, enfants et vieillards ont été égorgés par eux. Les meurtriers sont poursuivis à outrance, aucun quartier n'est fait à ceux qui sont rattrapés.
À bout de ressources, leur espace de liberté de plus en plus restreint, les rebelles sont de plus en plus découragés. Christophe songe à déposer les armes en échange du même traitement que celui qui a été réservé à Laplume et Maurepas.
Les généraux de Toussaint Louverture, dont Christophe (en avril) et Dessalines (en mars) se rendent aux Français après d'âpres combats, si bien que Toussaint Louverture lui-même accepte sa propre reddition en mai 1802. Il est autorisé à se retirer sur l'une de ses plantations, à proximité du bourg d'Ennery, dans l'ouest de l'île, non loin de la côte.
Mais Napoléon promulgue la loi du 20 mai 1802 qui maintient l'esclavage dans les colonies françaises où il n'avait pu être aboli, ces dernières étant passées sous domination anglaise (Sainte-Lucie, Tobago et Martinique) ; et Richepanse le remet en Guadeloupe en mai-septembre 1802, notamment en juillet 1802. Cette situation ne peut qu'ulcérer les populations émancipées par l'abolition de Pluviôse de l'an II, qui ne font plus confiance à Napoléon pour garantir le maintien de l'abolition de l'esclavage.
Dans sa retraite d'Ennery, où il est assigné à résidence, Louverture songe à sa revanche, et guette les progrès de sa meilleure alliée, la fièvre jaune, qui fait des ravages dans les rangs des Français et frappe particulièrement les derniers arrivés sur l'île. Environ 15 000 hommes périssent ainsi en deux mois. Le 7 juin 1802, il est arrêté malgré sa reddition et Dessalines, défait par les Français à la Crête à Pierrot, près de Petite-Rivière-de-l'Artibonite (malgré une résistance farouche et trois semaines de combat inégal et sanglant en mars 1802), participe à cette arrestation. Louverture est déporté en France, il est interné au fort de Joux, dans le Jura, où il mourra des rigueurs du climat et de malnutrition le 7 avril 1803, après avoir prophétisé la victoire des Noirs. En partant pour la France, Toussaint prononce ces paroles : « En me renversant on n'a abattu à Saint-Domingue que le tronc de l'arbre de la liberté des Noirs qui repoussera par ses racines car elles sont profondes et nombreuses. »

## L'indépendance

### Révolte de Dessalines et Pétion

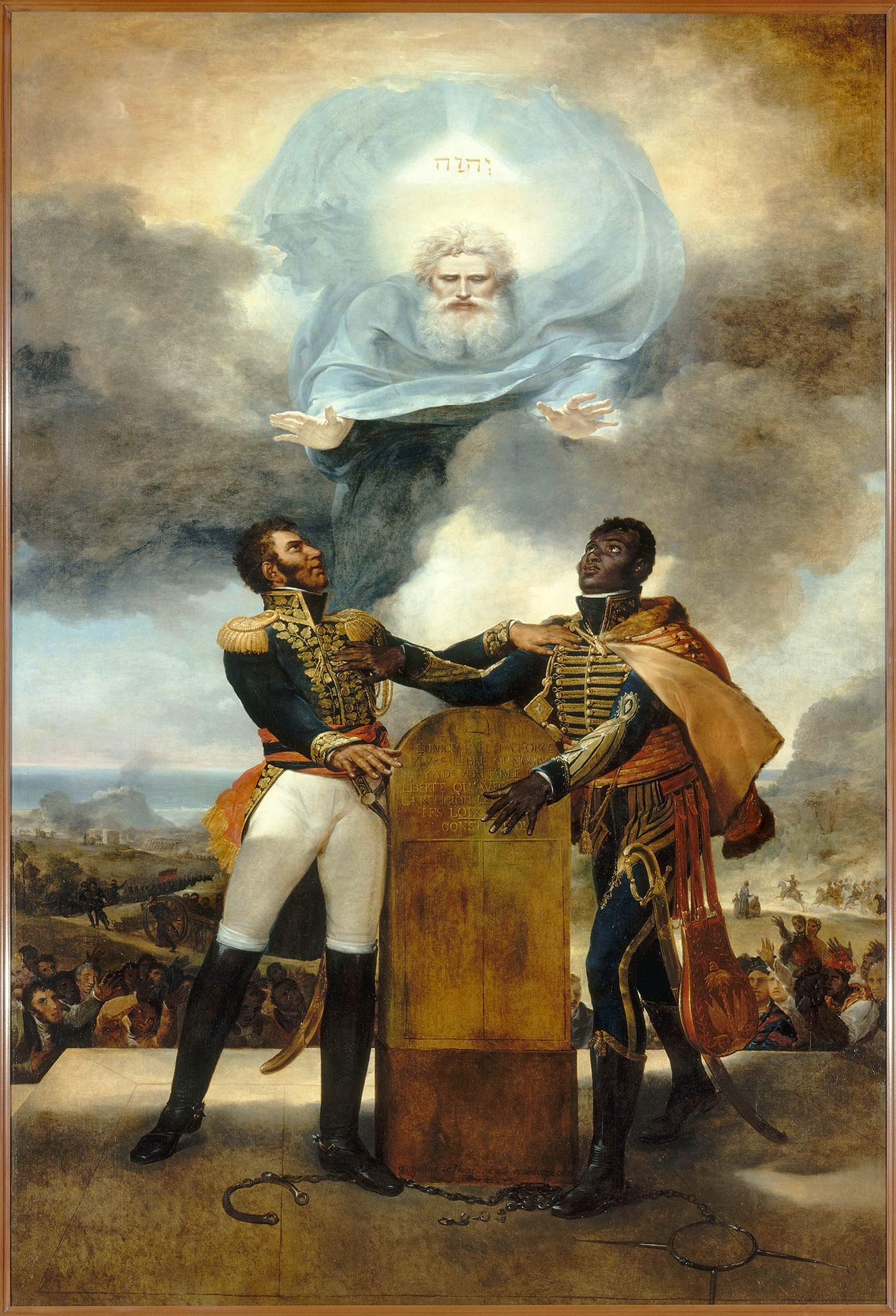
Pétion et Dessalines lors du serment dit « serment des ancêtres ».

Avant même et après la déportation de Toussaint (juin 1802), Dessalines se soumet à la France comme Christophe, et sert même momentanément Leclerc (trahison de Louverture auprès du général Brunet et participation à son arrestation ; arrestation et exécution de Charles Belair et Sanité Belair, octobre 1802). Toussaint Louverture neutralisé, Leclerc décide le désarmement de la population et le met en œuvre à grand renfort d'exécutions sommaires ; alors, les chefs de couleur se détachent peu à peu de l'expédition de Saint-Domingue et rejoignent les insurgés, prenant conscience que l'expédition de Saint-Domingue n'avait d'autre but plus important que celui de rétablir l'esclavage à Saint-Domingue.
C'est en apprenant le rétablissement de l'esclavage à la Guadeloupe que le général Alexandre Pétion, chef du parti mulâtre, donne le signal de la révolte, le 13 octobre 1802. À la tête de cinq cent cinquante hommes, il marche contre le principal poste français du Haut-du-Cap, le cerne, le fait désarmer et sauve quatorze canonniers que les siens voulaient égorger : l'armée des « indépendants » est alors formée. Les généraux Geffrard, Clervaux et Christophe viennent se joindre à Pétion, qui accepte de céder au dernier le commandement de l'insurrection.
Dessalines s'était rallié temporairement aux Français, mais il les trahit alors et rejoint de nouveau les révoltés, dirigés par Pétion, en octobre 1802. Au congrès de l'Arcahaie (15-18 mai 1803), Dessalines réalise à son profit l'unité de commandement. C'est lors de ce congrès que naît le premier drapeau haïtien, bicolore bleu et rouge, inspiré du drapeau français dont la partie blanche — considérée comme symbole de la race blanche et non pas de la royauté — a été déchirée. Catherine Flon, fille naturelle de Dessalines, prend les deux morceaux restants, le bleu et le rouge, et les coud ensemble pour symboliser l'union des noirs et des mulâtres et créer le nouvel étendard d'Haïti. Presque tous les officiers se rallieront à ce nouveau drapeau, sauf ceux de Lamour Desrances qui lui préféreront le drapeau aux couleurs noire et rouge. Dessalines pourchassera les partisans du chef de guerre Lamour Desrances, qui refusait de le reconnaître comme général en chef, en envoyant à ses trousses le général Nicolas Geffrard qui finira par l'arrêter et anéantir son parti.

### La victoire de Vertières
Leclerc ayant péri de la fièvre jaune en novembre 1802, Rochambeau, en tant qu'officier le plus ancien, prend le commandement. Il déteste les mulâtres plus encore que les Noirs et il étend le désarmement des officiers à ces hommes de couleur qui s'étaient opposés à Toussaint et qui étaient revenus dans les bagages de l'expédition. Rigaud, ancien ennemi et rival de Toussaint Louverture, est prié d'embarquer pour les États-Unis. Dans le sud où ils sont plus nombreux, les mulâtres, comprenant qu'ils n'ont plus rien à attendre de la France, s'unissent aux Noirs. Le vent de révolte, qui soufflait particulièrement dans le nord, se répand maintenant dans le sud.
Rochambeau tente de réprimer l'insurrection mais il ne peut faire face. Le Cap-Français est le dernier bastion des Français. Quand il y parvient, Christophe a déjà enlevé l'un des forts. Rochambeau le reprend.
Le 19 novembre 1803, à la tête de l'armée des indigènes, avec à ses côtés Henri Christophe, Dessalines impose à Rochambeau la capitulation du Cap après la défaite des 2 000 rescapés du corps expéditionnaire français décimé par la fièvre jaune face à plus de 20 000 insurgés à la bataille de Vertières. Rochambeau capitule et négocie l'évacuation de l'île sous 10 jours.
L'acte de reddition est signé le lendemain au nom de Rochambeau. Les vaincus ont dix jours pour quitter l'île et livrer la ville du Cap. À peine ont-ils quitté la rade qu'ils sont capturés par une escadre britannique qui les attendait. Rochambeau est envoyé au Royaume-Uni où il est interné pendant presque neuf années. Le 4 décembre 1803, les derniers soldats français stationnés au Môle Saint-Nicolas quittent le tiers occidental de l’île, berceau historique de la colonie. Une faible présence française, sous les ordres des généraux Jean-Louis Ferrand et de Kerversau, subsiste encore pendant quatre ans dans la partie de l'Est, aujourd'hui République dominicaine, mais doit faire face à une révolte espagnole en 1808, fomentée par le gouverneur de Porto Rico.
Après le départ des Français, Dessalines redonne à Saint-Domingue son nom indien d'Haïti (Ayiti) et proclame l'indépendance le 1er janvier 1804 aux Gonaïves. Le premier État noir libre du monde vient alors de naître.

## Dessalines au pouvoir

### Proclamation de l'indépendance et arrivée au pouvoir

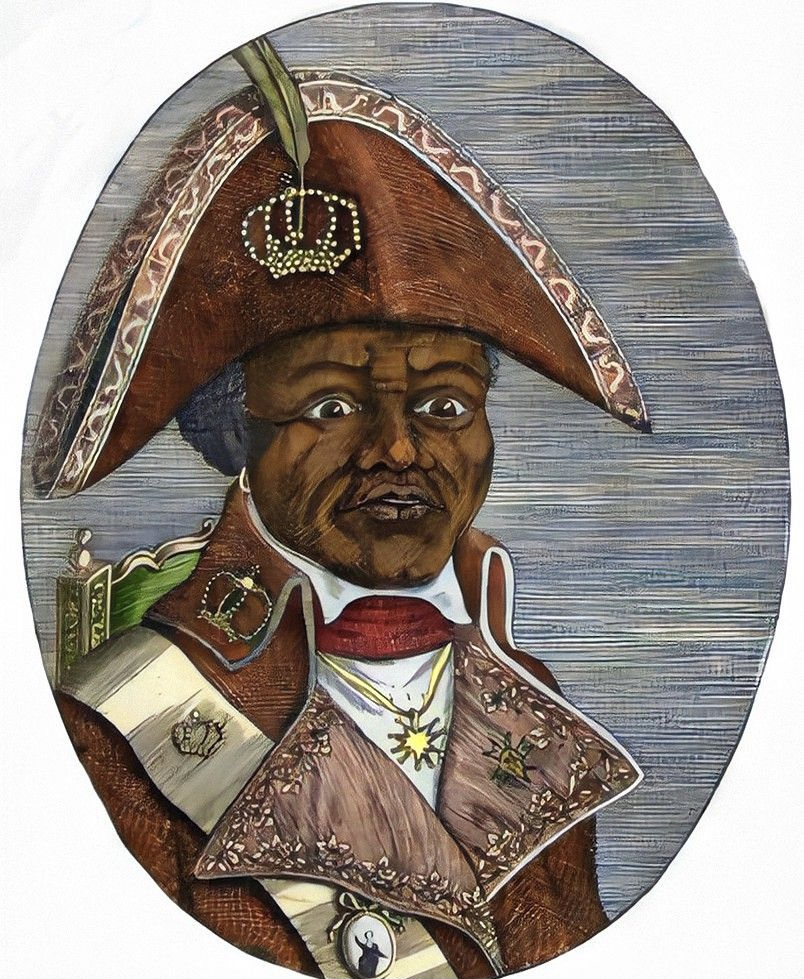
Portrait de Dessalines, extrait de l'ouvrage Vida de J. J. Dessalines, gefe de los negros de Santo Domingo, par Louis Dubroca, 1806.

La proclamation de l'indépendance est célébrée, comme le voulait Dessalines, par une cérémonie solennelle, afin de montrer qu’il fallait rompre à tout jamais avec le colonialisme et l’esclavagisme. Le matin, le peuple afflue des campagnes, aux côtés des militaires et officiers ayant conquis l’indépendance. À sept heures, Dessalines, entouré de son cortège des généraux, passe par la foule pour gravir les marches de l’autel de la patrie. Dans un discours en créole, il rappelle, avec véhémence, tous les tourments endurés sous la domination française. En terminant, tendant le bras, il s’écrie : « Jurons de combattre jusqu’au dernier soupir pour l’Indépendance de notre Pays ! ». Un peu plus tard dans le protocole de la cérémonie, l’adjudant-général Boisrond-Tonnerre, debout auprès de Dessalines, donne lecture de la proclamation du général en chef, et de l’acte de l’indépendance signé de Dessalines et des principaux officiers de l’armée. En fin de cérémonie, le cortège officiel se rend au palais du gouvernement, dernière étape où les lieutenants de Dessalines dans un acte délibéré, le proclament gouverneur-général à vie d’Haïti. Quelques jours plus tard, la publication de ses actes officiels dans toutes les villes et tous les bourgs d’Haïti provoque de nouvelles réjouissances populaires.
Dessalines n’a reçu aucune formation académique, mais il est doué d’une raison digne de la pensée de Descartes. S’il est vrai qu’il a passé la plus grande partie de sa vie dans l’esclavage, dans les plantations, avec toute la rigueur que cela comportait, il est un bon chef de gouvernement pour ses sujets et travaille à rendre le système plus humain. Doté d’un caractère très fort, d’une personnalité transcendante et d’une volonté inébranlable, Dessalines est décrit par l’histoire comme étant un homme sensible, courageux, jovial, impétueux et aimant ses soldats.

### Le massacre des anciens colons
Dessalines, qui avait déjà massacré en novembre 1803 des prisonniers français trop malades pour quitter l'île avec le reste de l'armée, est bien décidé à éradiquer la présence française dans son nouvel État. Le soir même, la question de l'élimination des Français restant à Haïti, évoquée dans la déclaration d'indépendance, est soulevée par Dessalines, bien que celui-ci leur ait promis une protection,. Le massacre, plutôt que la déportation, est choisi. Le but recherché est de régler le problème de populations de couleurs différentes dans un même pays, tout en supprimant une population qui pourrait être plus sensible aux intérêts de l'ancienne puissance coloniale plutôt que celle du nouvel État. Dessalines craint notamment une nouvelle expédition française pour reprendre l'île. S'ensuit une campagne de communication visant à opposer la population noire et mulâtre à la communauté française encore présente, campagne menée par Dessalines et Louis Boisrond Tonnerre, violemment francophobe, et dont la propagande est répétée durant les massacres, afin de les justifier.

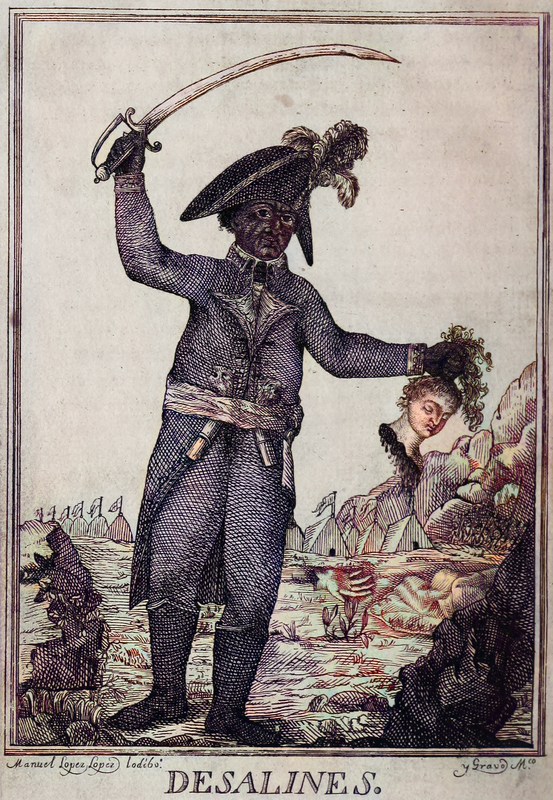
Gravure représentant Dessalines tenant à la main la tête d'une colon blanche. Gravure réalisée par Manuel López López pour illustrer l'ouvrage du pamphlétaire bonapartiste Louis Dubroca, 1806.

Il provoque aussitôt le massacre de la population française restée sur l'île, à l'exception de quelques personnes pratiquant un métier utile pour le nouvel État. Le 22 février 1804, il prend un décret ordonnant le massacre des Blancs. Des exclusions concernant certaines professions (médecins, prêtres, ou toute autre pouvant être utile à la population haïtienne), ainsi que les déserteurs polonais (issus de l'expédition de Leclerc) et les fermiers allemands (ayant fondé une colonie dans de nord-ouest de l'île, avant la révolution) sont prévues. Si les femmes et les enfants sont d'abord censés être épargnés, Dessalines décide finalement de les éliminer également.
En février et mars, Dessalines parcourt les cités d'Haïti pour s'assurer que ses consignes étaient exécutées, de nombreux soldats rechignant à les appliquer. D'après l'un des survivants des massacres, Dessalines oblige les mulâtres à prendre leur part au massacre, « afin qu'ils ne puissent prétendre après coup en être innocents, laissant cette responsabilité retomber sur les épaules des Noirs uniquement ». Les massacres commencent alors dans les rues et dans les environs des villes, intégralement à l'arme blanche, afin que la ville suivante ne soit pas alertée.
À Port-au-Prince, contrairement aux ordres du nouveau pouvoir, il n'y a d'abord eu que quelques meurtres, mais avec l'arrivée de Dessalines le 18 mars, l'escalade des tueries commence. D'après le témoignage d'un capitaine britannique, quelque 800 personnes sont tuées dans la cité et il n'y a qu'une cinquantaine de survivants. Le 18 avril 1804, il fait son arrivée à Cap-Haïtien. Jusqu'à cette date, seule une poignée d'assassinats ont été commis dans la ville, sous les ordres d'Henri Christophe, essentiellement pour s'emparer des richesses des notables tués. Mais avec la présence du gouverneur-général, la violence se mue en massacre dans les rues et en dehors de la cité.
Mais les conseillers de Dessalines martèlent que les Haïtiens blancs ne peuvent pas être anéantis si les femmes restent libres d'engendrer des hommes français blancs ; à la suite de cela, il donne l'ordre que les femmes soient tuées elles aussi, à l'exception de celles qui acceptent d'épouser des officiers de couleur.
À la fin du mois d'avril 1804, 3 000 à 5 000 personnes ont été tuées, soit la quasi-totalité de la population blanche restante après la révolution. Seuls survivent ceux qui avaient été désignés comme devant être traités à part et épargnés : les soldats polonais qui avaient déserté de l'armée française, le petit groupe de colons allemands invités à s'installer dans le nord-ouest d'Haïti avant la révolution, et un groupe de médecins ou autres personnes qualifiées, dont les mouvements étaient surveillés par le nouveau régime. Les massacres s'arrêtent définitivement après le 22 avril 1804,.

## L'Empire

### Proclamation

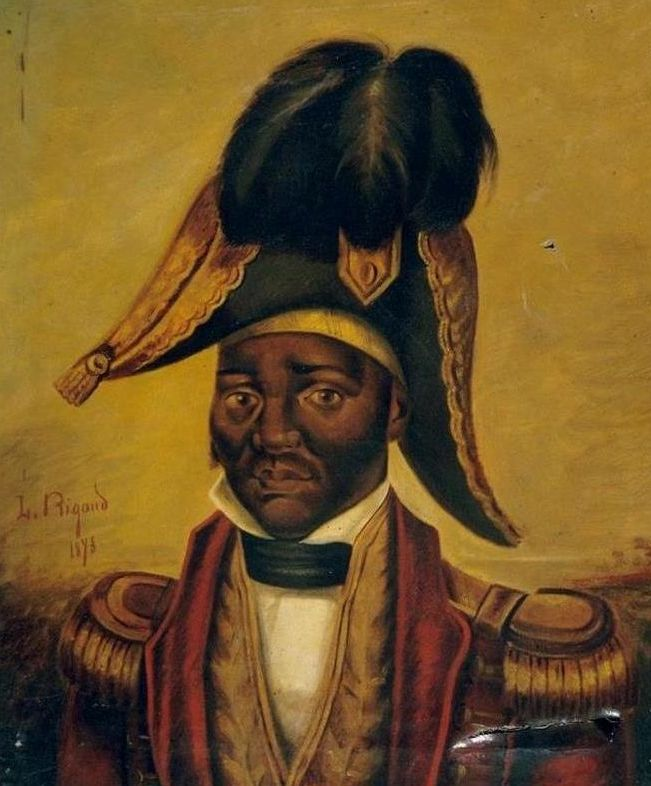
Portrait de l’empereur, peint par Louis Rigaud en 1877.

Proclamé le 2 septembre 1804, Dessalines est couronné empereur au Cap-Haïtien sous le titre : Sa Majesté Jacques Premier, Empereur le 8 octobre 1804. Il est couronné par Jean-Baptiste-Joseph Brelle, qu'il a fait grand-archevêque d'Haïti le jour précédent. Dans la constitution impériale rédigée par l'empereur lui-même, il est précisé que la monarchie impériale est héréditaire. Le fils aîné de Dessalines, Jacques, est fait prince et héritier de la Couronne.

### Premières mesures
Pour éviter que les Mulâtres, qui tenaient déjà un tiers de l'économie coloniale, ne profitent de la situation, Dessalines fait annuler tous les actes de ventes postérieurs à l'union de l'armée indigène (après octobre 1802). L'administration récupère donc la plupart des terres expropriées, mais est incapable de s'en occuper par elle-même, et les cède aux proches du pouvoir, eux-mêmes déléguant la gestion agricole selon une chaîne hiérarchique qui place la paysannerie dans une situation de servage, ce qui provoque un vaste exode rural, freinant l'investissement des capitaux étrangers dans le seul secteur rentable de l'économie haïtienne. Le massacre de l'élite sociale et économique de l'île aura très durablement appauvri l'économie haïtienne.
Parallèlement, il officialise le français, même si la grande majorité de la population ne parle que le créole.
Il confisque les terres des colons et donne les meilleures à ses officiers. La constitution du 20 mai 1805 interdit la propriété privée aux personnes blanches sauf celles qui ont été naturalisées par le gouvernement. Pour remettre en marche l’économie, il édicte le travail forcé des cultivateurs avec un règlement plus dur que celui de Toussaint.

### Affirmation de son autorité

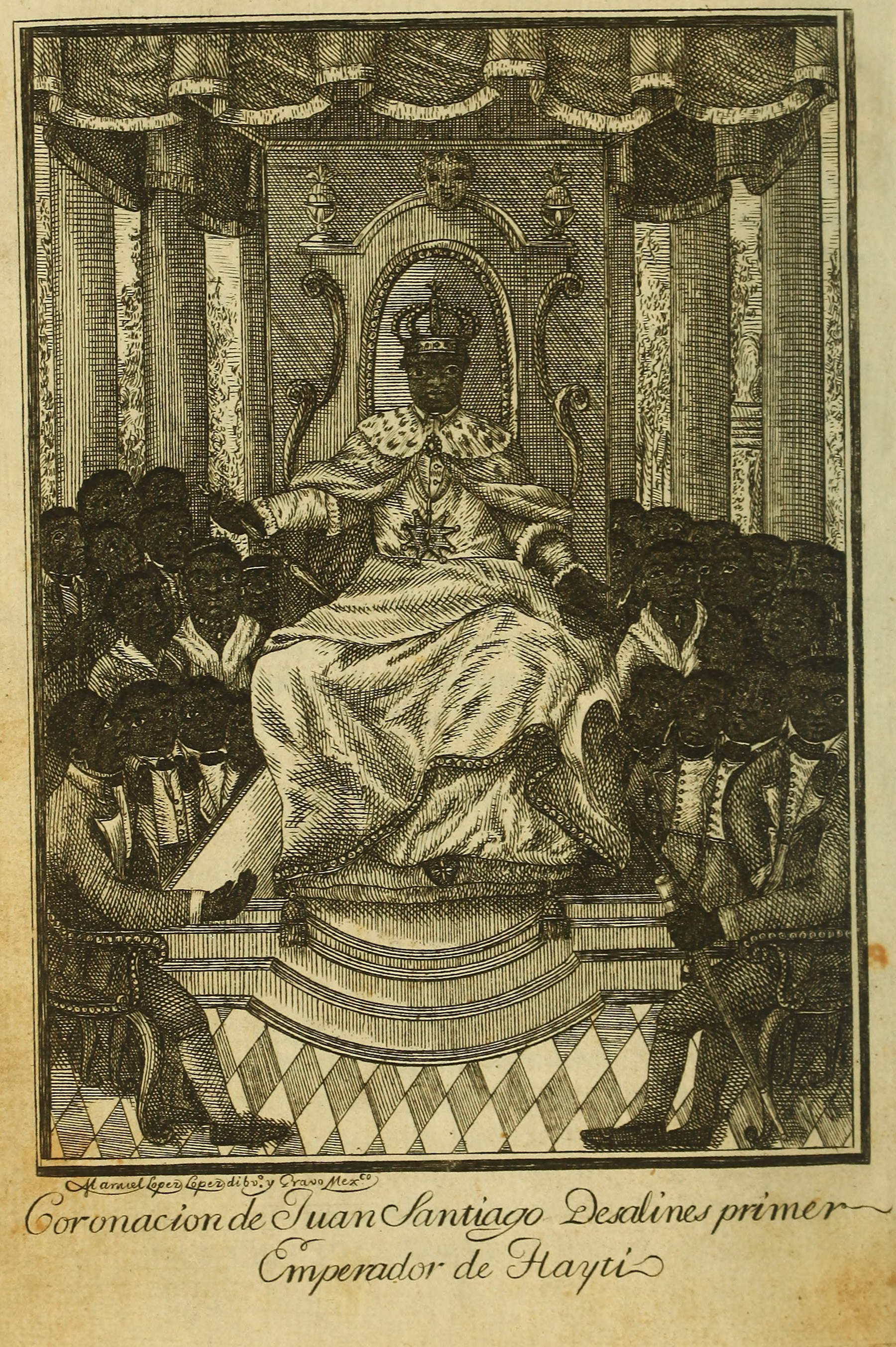
Une gravure du couronnement de Dessalines comme empereur d'Haïti

Craignant le retour des Français dans l'île, l'empereur fait construire des forts. Le 25 février 1805, Dessalines à la tête de 30 000 hommes s'empare de Santiago. Le 7 mars l'armée haïtienne converge sur la ville de Santo Domingo et l'assiège. Le 21 mars, les assiégés reçoivent en renfort un escadron français, mené par l'amiral Comte de Missiessy. Le 28 mars, Dessalines abandonne le siège de Santo Domingo et fait retraite vers Haïti.

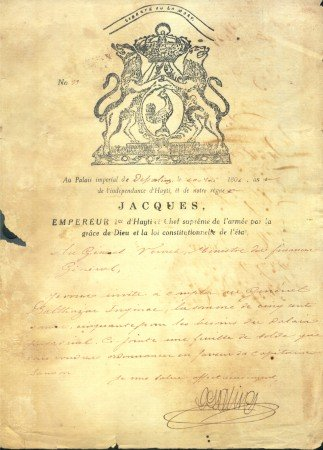
Document signé par Jean-Jacques Dessalines.

Au départ, les aristocrates appartenant aux nouveaux libres voient en Dessalines un leader pour protéger leurs intérêts, eux qui se révèlent aussi égoïstes et autoritaires que les anciens colons français. En majorité constitués de militaires, leur soutien à l’empereur est uniquement conditionné par leurs intérêts personnels et de classe. Ils sont aussi réactionnaires que les aristocrates anciens libres (les affranchis), ils craignent le nivellement économique du pays à partir du partage équitable des biens. L'empereur représente à leurs yeux une certaine garantie pour l’indépendance, s’il a réalisé l’indépendance du pays il peut aussi la défendre. Ce qui fait de lui un héros national déjà de son vivant. Le gouvernement impérial tient le coup à travers les antagonismes jusqu’au tournant de la campagne de l’Est avec tentative d’unifier l’île par la prise de Santo Domingo. Le régime ne se remet pas de cet échec.
Deux politiques majeures caractérisent le régime impérial sous Dessalines, ce sont notamment l’organisation militaire du territoire national, et la politique agraire. C’est ainsi que les grands généraux deviennent responsables des grandes régions où ils étaient les chefs incontestables, tant et si bien que Dessalines, chef d’État, délègue son autorité dans ces zones aux chefs des régions, par exemple au Cap sous la responsabilité de Christophe. La politique agraire de l'empereur marque sa gouvernance et est à l’origine du soulèvement de ses proches.

### Fin de règne
C'est à Marchand, le 16 octobre 1806, que Dessalines prend connaissance de la révolte. Ignorant que son ancien fidèle, Christophe, avait été proclamé chef de l'insurrection, il lui écrit de se tenir prêt à entrer en campagne. Au général Pétion, qui était également dans le complot, il donne l'ordre de marcher sur les Cayes à la tête des troupes de la seconde division de l'Ouest. Sur le chemin de retour après son passage à Jacmel, l'empereur dit à son fils : « Mon fils tiens-toi prêt, après tout ce que je viens de faire dans le sud, si les citoyens ne se soulèvent pas, c'est qu'ils ne sont pas des hommes. ».

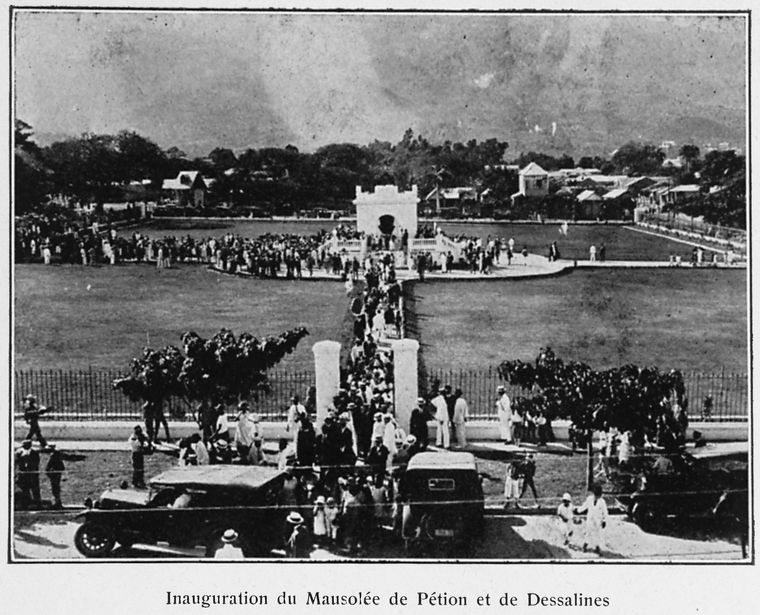
Inauguration de l'autel de la Patrie en 1926, un mausolée en hommage à Dessalines et Alexandre Pétion.

Son gouvernement ayant décidé d'entreprendre une réforme agraire au profit des anciens esclaves sans terre, il est assassiné le 17 octobre 1806 à Pont-Rouge, au nord de Port-au-Prince, par ses généraux : Alexandre Pétion, Jean-Pierre Boyer, André Rigaud et Bruno Blanchet qui servaient d'intermédiaires entre tous sans oublier Henri Christophe qui se trouvait dans le nord. Après l'assassinat de Jacques Ier, ses ministres tentent de faire reconnaître son fils Jacques comme souverain légitime. Mais l'empire est immédiatement aboli par les assassins de Dessalines. L'impératrice quitte alors la capitale avec ses enfants. Le dernier fidèle de l'Empire, le général François Capois, est assassiné à son tour par les hommes de Christophe, après avoir tenté en vain de mettre sur le trône le jeune fils Dessalines. Le corps de l'empereur est simplement inhumé sur le lieu de son assassinat. Sous le Second Empire, le corps de Dessalines aura droit à un tombeau digne de son rang, avant d'être placé dans un grand mausolée à sa gloire sous la république.

## Mariage et descendance
Après avoir eu de nombreuses maîtresses, Dessalines épouse le 2 avril 1800, Marie-Claire Heureuse Félicité, à l'église paroissiale Sainte-Rose-de-Lima de Léogâne. On l'a décrite comme aimable, miséricordieuse et naturelle, avec des manières à la fois élégantes et chaleureuses, et qui tout au contraire de son époux manifestait sa gentillesse envers les blancs. Elle lui donna 15 enfants, tous altesses sérénissimes, à l'exception de l'héritier, altesse impériale :
- S.A.S. la princesse Célestine Dessalines (1783-1867), mariée avec Dérival Lévêque, avec lequel elle a 6 enfants dont la future impératrice Adélina ;
- S.A.I. le prince Jacques Bien Aîmé Dessalines (1783-1832), marié avec Anne-Athénaïre Christophe, fille d’Henri Christophe, avec laquelle il a une fille, Marie-Françoise, qui meurt à 13 ans ;
- S.A.S. le prince César-Jacques Dessalines (1785-1848), marié avec Marie-Thérèse Poncette, avec laquelle il a trois enfants ;
- S.A.S. le prince Pierre-Louis Dessalines (1787-1820), mort sans descendance ;
- S.A.S. la princesse Marie-Françoise Célimène Dessalines (1789-1859), mariée avec Bernard Chancy, avec lequel elle a quatre enfants ;
- Albert Dessalines (1791), mort à la naissance ;
- S.A.S. la princesse Dorimène Dessalines (1794-1846), mariée avec le prince Victor-Henri Christophe puis avec Henri André, avec lequel elle a trois filles ;
- S.A.S. la princesse Francillette Dessalines (1796-1866), mariée avec Carlotin Marcadiux, avec lequel elle a trois enfants ;
- S.A.S. la princesse Marie-Noëlle Dessalines (1798-1843), mariée avec Cincinnatus Leconte, avec lequel elle a un fils, Jean-Jacques Cinna Leconte, lui-même père du futur président Jean-Jacques Cincinnatus Leconte ;
- S.A.S. la princesse Jeanne-Sophie Dessalines (1799-1877), mariée avec Jean-Joseph Amitié, avec lequel elle a trois enfants ;
- S.A.S. le prince Jacques-Métellus Dessalines (1800-1808), mort à l’âge de 7 ans ;
- S.A.S. la princesse Rose-Louisine Dessalines (1801-1873), mariée avec Jacques-Sylvain Hyppolite, avec lequel elle a trois enfants dont le futur président Florvil Hyppolite ;
- S.A.S. la princesse Marie-Thérèse Laurence Raphaël Dessalines (1803-1874), mariée avec Jean-Baptiste Riché, avec lequel elle a 6 enfants ;
- S.A.S. le prince Jean-Jacques Innocent Dessalines (1804-1820), mort à l’âge de 16 ans ;
- S.A.S. le prince Jean Dessalines (1805-1818), mort à l’âge de 13 ans.

Exilés après la chute de l'Empire, certains enfants de Dessalines s'installèrent à l'étranger tandis que d'autres attendirent la chute de Jean-Pierre Boyer pour revenir au pays comme l'ex-impératrice Marie-Claire, décédée en 1858 à l'âge de cent ans.
Dessalines fit également légitimer, avec l'accord de son épouse, quelques-uns des enfants naturels qu'il eut avec sa maîtresse, Euphémie Daguilh.
Par ses nombreuses relations, Dessalines engendra plusieurs enfants illégitimes, dont les plus célèbres sont :
- Catherine Flon (1772-1831) ;
- Faustin Soulouque (1782-1867) ;
- Jean-Joseph Soulouque (1784-1864).

## Hommages

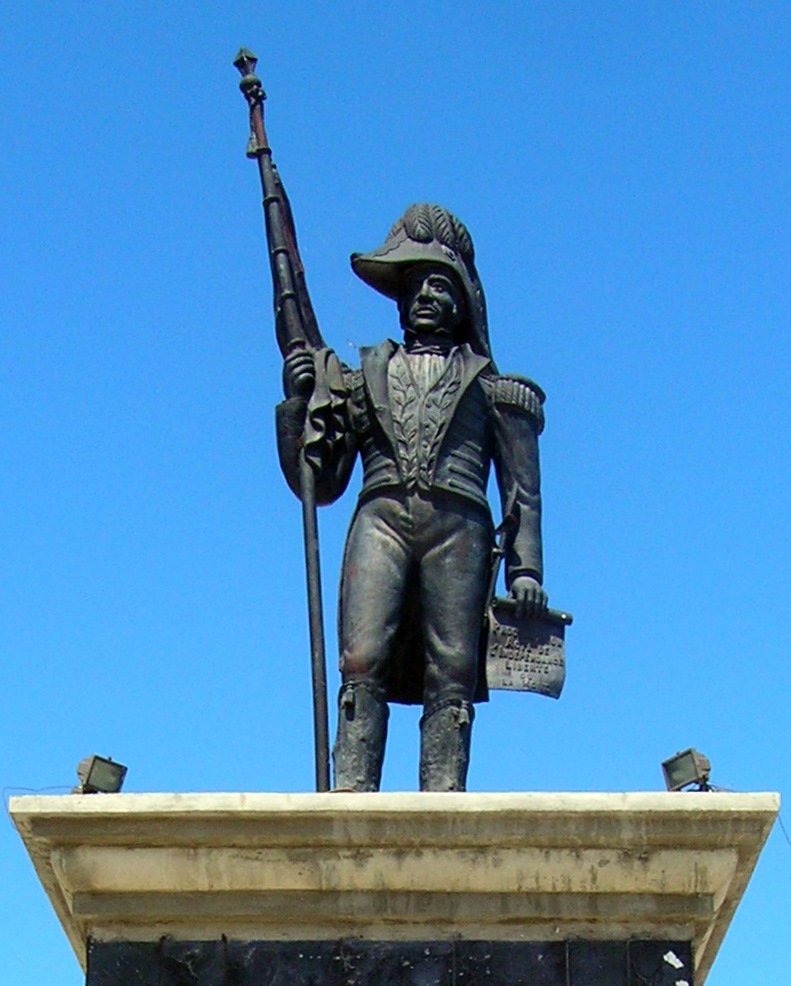
Statue de l'Empereur au Mausolée de Dessalines et Pétion.

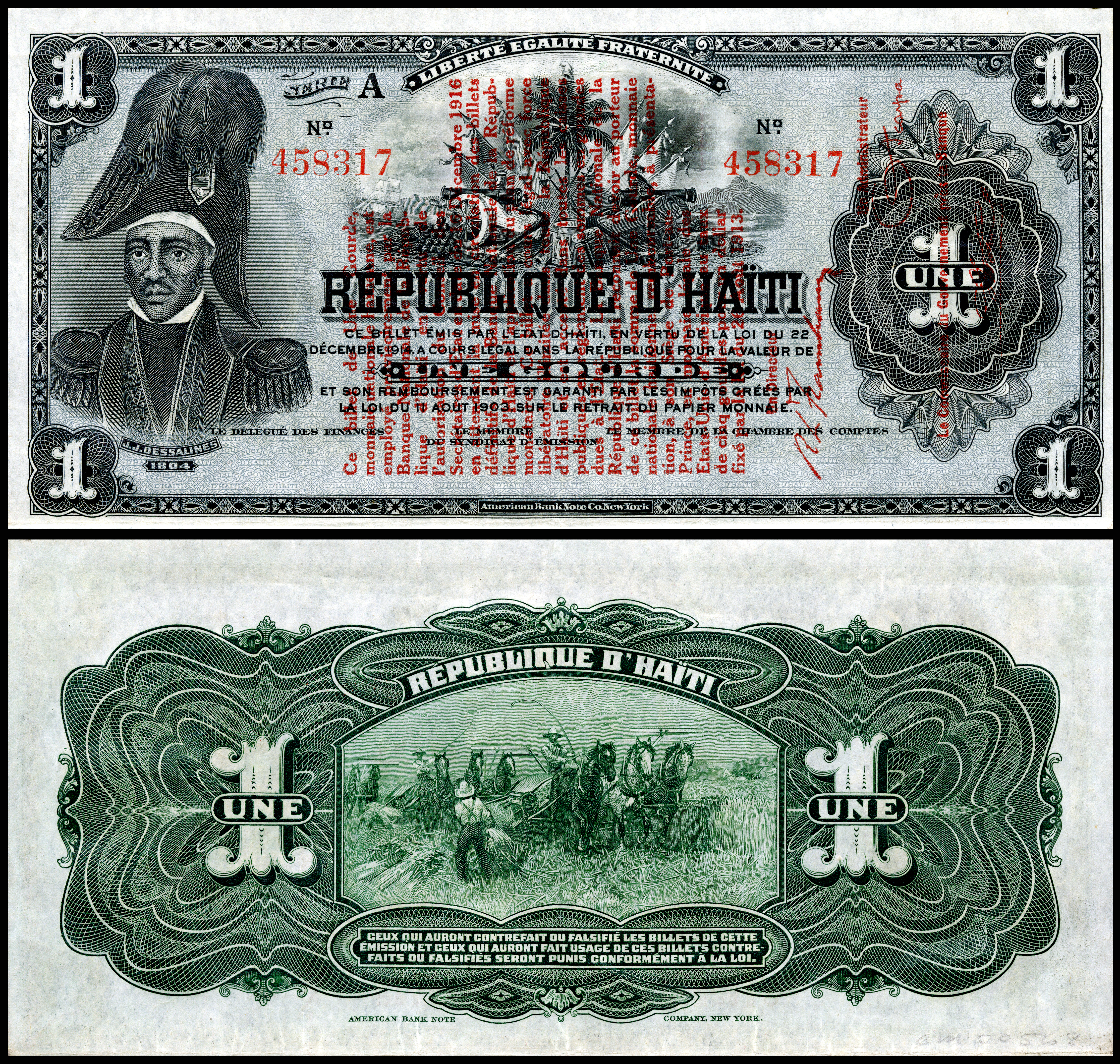
L'effigie de Dessalines sur le billet de 250 gourdes.

En 1910 est inaugurée la statue de Jacques Ier Dessalines sur le Champ-de-Mars de Port-au-Prince.
En 1926 est inauguré l'autel de la Patrie, un mausolée à la gloire de Dessalines et d'Alexandre Pétion.
L'hymne national d'Haïti, la Dessalinienne, est nommé en son honneur, ainsi que le sont la ville et l'arrondissement de Dessalines.
Son effigie figure sur le billet de 250 gourdes (monnaie de la république d'Haïti).
De nombreux auteurs haïtiens ont rendu hommage à Dessalines, comme Ignace Nau, dans la première moitié du XIXe siècle, dans son poème Dessalines, ou comme Félix Morisseau-Leroy, en 1979, dans son poème Mèsi Papa Desalin, ou encore Jean Métellus, en 1986, dans L'Année Dessalines (Éditions Gallimard, Paris). L'écrivain suisse Guy Poitry lui a également consacré un roman.